# فرانك شودروف
فرانك شودوروف (15 فبراير 1887 - 28 ديسمبر 1966) كان عضوًا أمريكيًا في اليمين القديم ، وهي مجموعة من المفكرين المحافظين والتحرريين الذين لم يكونوا من دعاة التدخل في السياسة الخارجية وعارضوا دخول الولايات المتحدة في الحرب العالمية الثانية والحرب العالمية الثانية. صفقة جديدة . أطلق عليه رالف رايكو لقب "آخر عظماء اليمين القديم".

## الحياة السابقة
ولد فيشل تشودوروفسكي في الجانب الغربي الاسفل من مدينة نيويورك في 15 فبراير 1887، وكان الطفل الحادي عشر لمهاجرين يهود روس. تخرج من جامعة كولومبيا عام 1907،  ثم عمل في عدة وظائف في جميع أنحاء البلاد. أثناء عمله في شيكاغو (1912-1917)، قرأ كتاب التقدم والفقر لهنري جورج . كتب تشودوروف أنه "قرأ الكتاب عدة مرات، وفي كل مرة شعرت بنفسي أنزلق في قضية ما". بحسب تشودوروف:
جورج هو رسول الفردية. يعلم الاساس الاخلاقي للملكية الخاصة, و يؤكد على وظيفة رأس المال في الحضارة المتقدمة, و يؤكد على زيادة انتاجية التعاون الطوعي في اقتصاد السوق الحر, و الانحطاط الاخلاقي لشعب يخضع لتوجيهات الدولة و الانسجام الاشتراكي. فلسفته هي المشاريع الحرة, و التجارة الحرة, و الرجال الاحرار.(5)

## مدرسة هنري جورج
في عام 1937، أصبح تشودوروف مديرًا لمدرسة هنري جورج للعلوم الاجتماعية في نيويورك. هناك، أسس (مع ويل ليسنر) وقام بتحرير صحيفة مدرسية، The Freeman . نشرت مقالات لألبرت جاي نوك (مؤسس مجلة سابقة تسمى أيضًا the freeman )، بالإضافة إلى شخصيات بارزة في ذلك الوقت مثل جون ديوي ، وجورج برنارد شو ، وبرتراند راسل ، ولينكولن ستيفنز ، وثورستن فيبلين . استخدم تشودوروف المجلة للتعبير عن آرائه المعارضة للحرب:
يجب ان نكرر يومياً لأنفسنا هذه الحقيقة كطقوس, و هي أن الحرب تسببها الظروف التي تؤدي الى الفقر, أنه لا توجد حرب مبرره, أنه لاتستفيد الشعوب من الحروب, أن الحرب وسيلة تزيد بها الأغنياء سيطرتهم على الفقراء, أن الحرب تدمر الحرية.
مع حلول الحرب العالمية الثانية ، لم تعد هذه الأراء مقبولة: تم طرد تشودوروف من المدرسة في عام 1942. و قال أنه "بدا لي في ذلك الوقت أن الشيء الوحيد الذي يجب علي فعله هو أن اطلق النار على رأسي، وهو ما كان من الممكن أن أفعله لو لم يكن ألبرت جاي نوك بجانبي". عانى نوك من "حمى الحرب" المماثلة خلال الحرب العالمية الأولى عندما كان محررًا للمجلة المناهضة للحرب the nation ، لقد رأى تلك المجلة محظورة من رسائل البريد الأمريكية من قبل إدارة وودرو ويلسون .

## التحليل
نشر تشودوروف مقالات في مجموعة متنوعة من المجلات، بما في ذلك مجلة American Mercury التابعة لـ HL Mencken ، و Saturday Evening Post ، و Scribner's . في عام 1944، أطلق صحيفة شهرية مكونة من أربع صفحات تسمى التحليل ، والتي وُصفت بأنها "منشور فردي - الوحيد من نوعه في أمريكا". وصفها موراي روثبارد بأنها "واحدة من أفضل المجلات الصغيرة التي تم نشرها في الولايات المتحدة على الإطلاق، رغم أنها الأكثر إهمالًا بلا شك".
إلى جانب أعمال نوك، تأثر تشودوروف بكتاب فرانز أوبنهايمر"الدولة" , كتب تشودوروف: "بين الدولة والفرد  هناك دائمًا لعبة شد الحبل، أي قوة يكتسبها احدهما يجب ان تكون على حساب الاخر" .

## الفريمان
في عام 1954، أصبح تشودوروف مرة أخرى محررًا لمجلة فريمان ، في نسختها الجديدة، التي تم إحياؤها تحت رعاية مؤسسة التعليم الاقتصادي (FEE). ساهم بعدة مقالات على مر السنين في سلسلة مقالات في الحرية ، بدءًا من المجلد الأول في عام 1952. لقد تعامل مع William F. Buckley و Willi Schlamm حول مسألة ما إذا كان يجب على الأفراد دعم التدخل لمساعدة الأشخاص الذين يقاومون العدوان الشيوعي. استمر تشودوروف في الدعوة إلى عدم التدخل، ولكن مع استمرار الحرب الباردة ، فقد نفوذه: أصبحت حركة المحافظين الأمريكية معقلًا للسياسة الخارجية التدخلية في مكافحة التوسع السوفييتي.

## الجمعية المشتركة للأفراد
في عام 1953, أسس تشودروف الجمعية المشتركة للأفراد (ISI), برئاسة باكلي, لتصبح أول منظمة وطنية للطلاب المحافظين, بلغ عدد اعضائها 50000 عضو بحلول نهاية القرن. و في السنوات اللاحقة, أصبحت (ISI) مؤثرة للغاية كغرفة لتبادل المعلومات للمنشورات المحافظة و كمركز للحركة الفكرية المحافظة في أمريكا. تطورت فيما بعد الى معهد للدراسات الجامعية.
كان لشودروف تأثير كبير على العديد من اولئك الذين واصلوا قيادة الحركات التحرريه و المحافظة, بما في ذلك بوكلي و موراي روثبارد و ادموند أوبيتز و جيمس جي مارتن. كتب روثبارد, الخبير الأقتصادي, كتب:
لن أنسى أبداً الحماسة العميقة -حماسة التحرر الفكري- التي مرت بي عندما واجهت لأول مره اسم فرانك شودروف, قبل أشهر من لقائنا شخصياً. كطالب دراسات عليا في الأقتصاد, كنت اؤمن دائماً بالسوق الحرة, و أصبحت أكثر اتجاهاً لليبرالية على مر السنين, لكن هذا الشعور لم يكن شيئاً مقارنة بالعنوان الرئيسي الذي ظهر في عنوان الكتيب الذي صادفته في المدرسة. مكتبة الجامعة: الضرائب سرقة, بقلم فرانك تشودروف. كان هناك, ربما يكون الامر بسيطاً , و لكن كم منا, ناهيك عن عدد أساتذة اقتصاديات الضرائب, قد تحدثوا عن هذه الحقيقة المحطمة و المدمرة.

## حياته الأخيرة:
يلتزم تشودوروف بالعلمانية اليهودية واكتسب تقديرًا أكبر للفكر الديني في السنوات اللاحقة. وكان من محبي الغربيين .

## في الثقافة الشعبية
في سلسلة التاريخ البديل لكونفدرالية أمريكا الشمالية التي كتبها أل. نيل سميث ، والتي تصور الولايات المتحدة كدولة تحررية بعد نجاح تمرد الويسكي والإطاحة بجورج واشنطن وإعدامه رميًا بالرصاص بتهمة الخيانة في عام 1794، تم اختيار فرانك تشودوروف من قبل الكونفدرالية في أمريكا الشمالية.خلفاً للكونغرس القاري إتش إل مينكين بعد اغتياله في مبارزة عام 1933. شغل منصب الرئيس العشرين لاتحاد أمريكا الشمالية من عام 1933 إلى عام 1940. وقد خلفه روز وايلدر لين ، الذي شغل منصب الرئيس الحادي والعشرين من عام 1940 إلى عام 1952.

## الأعمال
- اقتصاديات المجتمع والحكومة والدولة (1946)
- "الواحد هو حشد: تأملات فرداني" (1952)
- ضريبة الدخل: أصل كل الشرور (1952)
- صعود وسقوط المجتمع: مقال عن القوى الاقتصادية التي تقوم عليها المؤسسات الاجتماعية (1959)
- الرحلة إلى روسيا (1959)
- خارج نطاق الخطوة: السيرة الذاتية للفرداني (1962)
- مقالات الهارب (1980)

## روابط خارجية
قالب:Anarcho-capitalismقالب:Anarcho-capitalism